# Herregårde i Sorø Amt
Herregårde i Sorø Amt.
Før kommunalreformen i 1970 bestod amtet af 5 herreder:

## Alsted Herred
- Mørup (Fjenneslev Sogn)
- Store Ladegård
- Ødemark (Bromme Sogn)

## Ringsted Herred
- Allindemaglegård
- Bregentved
- Eskilstrup (Sneslev Sogn)
- Giesegård
- Gisselfeld
- Kærup (Benløse Sogn)
- Lille Svenstrup
- Ottestrup
- Rosengård
- Skjoldenæsholm
- Sofiedal (Terslev Sogn)
- Sørup (Vetteslev Sogn)

## Slagelse Herred
- Antvorskov
- Espe Hovedgård
- Falkensteen
- Kruusesminde
- Store Frederikslund
- Tårnborg
- Tårnholm
- Valbygård

## Øster Flakkebjerg Herred
- Fuglebjerggård
- Gunderslevholm
- Fodbygård
- Fuirendal
- Førslevgård
- Harrestedgård
- Herlufsholm
- Saltø
- Vinstrup

## Vester Flakkebjerg Herred
- Basnæs (Tjæreby Sogn)
- Borreby (Magleby Sogn)
- Gerdrup
- Gyldenholm
- Holsteinborg Gods
- Lyngbygård (Eggeslevmagle Sogn)
- Østerhovedgård